# Боливија на Светском првенству у атлетици у дворани 2022.
Боливија је учествовала на 18. Светском првенству у атлетици у дворани 2022. одржаном у Београду од 18. до 20. марта четрнаести пут. Репрезентацију Боливије представљала је 1 атлетичарка, која се такмичила у трци на 3.000 метара.,
На овом првенству такмичарка Боливије није освојила ниједну медаљу али је оборила национални и лични рекорд.

## Учесници
Жене:
- Jhoselyn Camargo Aliaga — 3.000 м

## Резултати

### Жене
| Атлетичар               | Дисциплина | Лични рекорд | Финале         | Финале  | Детаљи |
| Атлетичар               | Дисциплина | Лични рекорд | Резултат       | Место   | Детаљи |
| ----------------------- | ---------- | ------------ | -------------- | ------- | ------ |
| Jhoselyn Camargo Aliaga | 3.000 м    | 9:44,10      | 9:28,98 НР, ЛР | 20 / 20 |        |